# Échelle de Jacob (électricité)

Un schéma.

L'échelle de Jacob est un appareil guidant un arc électrique haute tension (quelques kV au minimum).
Il est constitué de deux tiges métalliques qui s'écartent, traditionnellement droites, presque verticales, très proches en bas, et un peu écartées en haut.

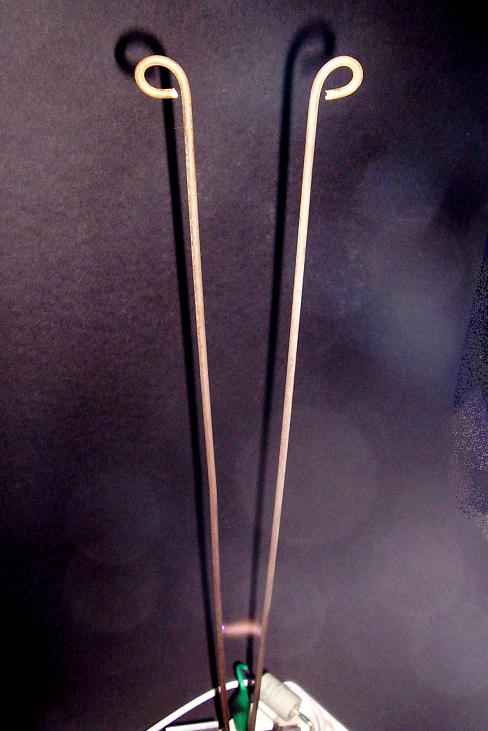
Étape 1.
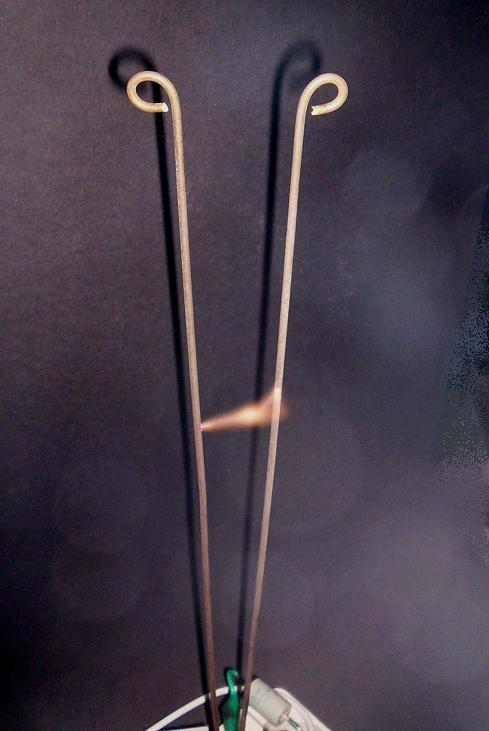
Étape 2.
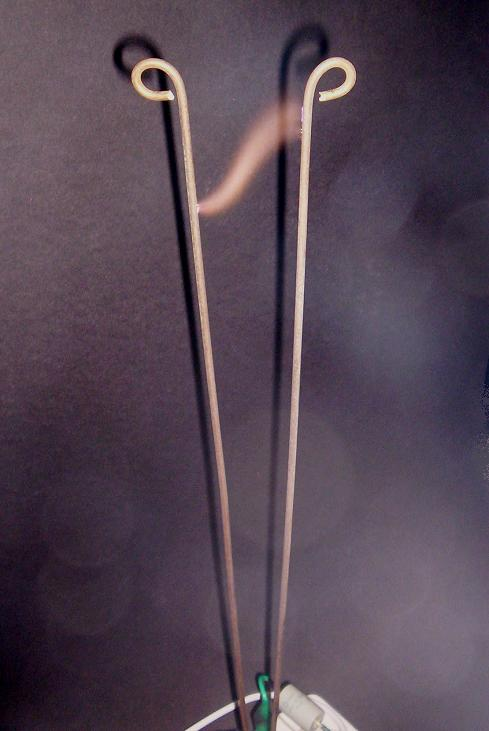
Étape 3.